# Die Eleganz der Madame Michel
Die Eleganz der Madame Michel (Originaltitel: Le Hérisson = der Igel) ist ein französischer Film aus dem Jahr 2009. Es ist die Verfilmung des Romans Die Eleganz des Igels von Muriel Barbery.

## Handlung
Renée Michel ist Concierge in einem vornehmen Pariser Wohnhaus. Außerhalb ihrer Arbeitszeit liest sie Bücher, trinkt Tee und isst dazu dunkle Schokolade. Ein Zimmer ihrer Wohnung ist bis zur Decke vollgestopft mit Büchern. Die Bewohner des Hauses nehmen sie kaum wahr, denn sie ist alt, ungepflegt, wortkarg und mürrisch. Sie hat aber ein gutes Herz und lässt gelegentlich einen Obdachlosen in einem Abstellraum des Hauses übernachten.
Im selben Haus wohnt Paloma mit ihrer Familie. Paloma beobachtet ihre Umwelt genau mit einer Filmkamera. Palomas Eltern und ihre ältere Schwester verstehen sie nicht: die Schwester ist oberflächlich, die Mutter in ihre Depressionen versunken und dem Vater ist sie völlig fremd. Paloma geht ihnen möglichst aus dem Weg.
Paloma will ihrem Leben an ihrem 12. Geburtstag ein Ende setzen und spielt die eine oder andere Möglichkeit durch, wie sie das anfangen soll. Sie befürchtet, wie der Fisch im Goldfischglas der Familie zu enden. Sie vergiftet den Fisch mit einer Antidepressiva-Pille ihrer Mutter und spült ihn durchs Klo. An die Wand ihres Zimmers malt sie einen Kalender, für jeden Tag bis zu ihrem geplanten Lebensende ein Kästchen mit einer sorgfältig gepinselten Tuschezeichnung.
Ein neuer Mieter zieht ins Haus ein, ein älterer Japaner, der sowohl Paloma als auch Madame Michel aufmerksam beobachtet. Herr Ozu erkennt am Namen ihrer Katze und an einem Ausspruch Madame Michels „Alle glücklichen Familien sind einander ähnlich ...“, dem Anfang des Romans Anna Karenina, in ihr eine passionierte Leserin. Er lädt sie zum Essen in seine Wohnung ein, was sie in Verwirrung stürzt. Ermuntert durch ihre Nachbarin, die ihr ein elegantes Kleid besorgt, geht sie zum Friseur und lässt sich die Haare schneiden. Herr Ozu hat selbst gekocht. Sie treffen sich ein weiteres Mal. Madame Michel bringt ein Video mit einem Film von Ozu Yasujirō mit, den beide schätzen. In der Zwischenzeit nähern sich Madame Michel und auch Paloma Herrn Ozu, mit dem Paloma ein wenig Japanisch spricht und der ihre Aussprache verbessert. Paloma filmt Madame Michel und verbringt Zeit mit ihr. Wie durch ein Wunder hat der Goldfisch überlebt. Madame Michel hat ihn aus ihrer Toilette gefischt, und er schwimmt jetzt bei ihr in einer Wasserkanne.
Herr Ozu lädt Madame Michel zum Essen in ein Restaurant ein. Zunächst lehnt sie ab, gibt ihm aber später zu verstehen, dass sie die Einladung annimmt. Sie kleidet sich neu ein. Herr Ozu holt sie in einer eleganten Limousine ab. Paloma hat inzwischen ein Faltbild gebastelt, das Madame Michel in ihrem Bücherzimmer darstellt, und das sie ihr an diesem Abend durch den Türspalt schiebt. Herr Ozu bringt Madame Michel nach dem Essen zur Wohnungstür und gibt ihr zu verstehen, wie sehr er sie schätzt. Nach dem Abend im Restaurant liest sie die ganze Nacht in ihrem Lesezimmer. Sie ist offenbar glücklich. Als sie morgens vor das Haus tritt, tanzt der Obdachlose wie von Sinnen auf der Straße herum. Sie will ihn warnen und von der Straße holen, wird dabei von einem Auto angefahren und stirbt. Herr Ozu deckt sie mit seinem Jackett zu. Paloma schaut dem Krankenwagen nach, der die Leiche abtransportiert, geht in Madame Michels Wohnung und nimmt das Glas mit dem Goldfisch an sich.

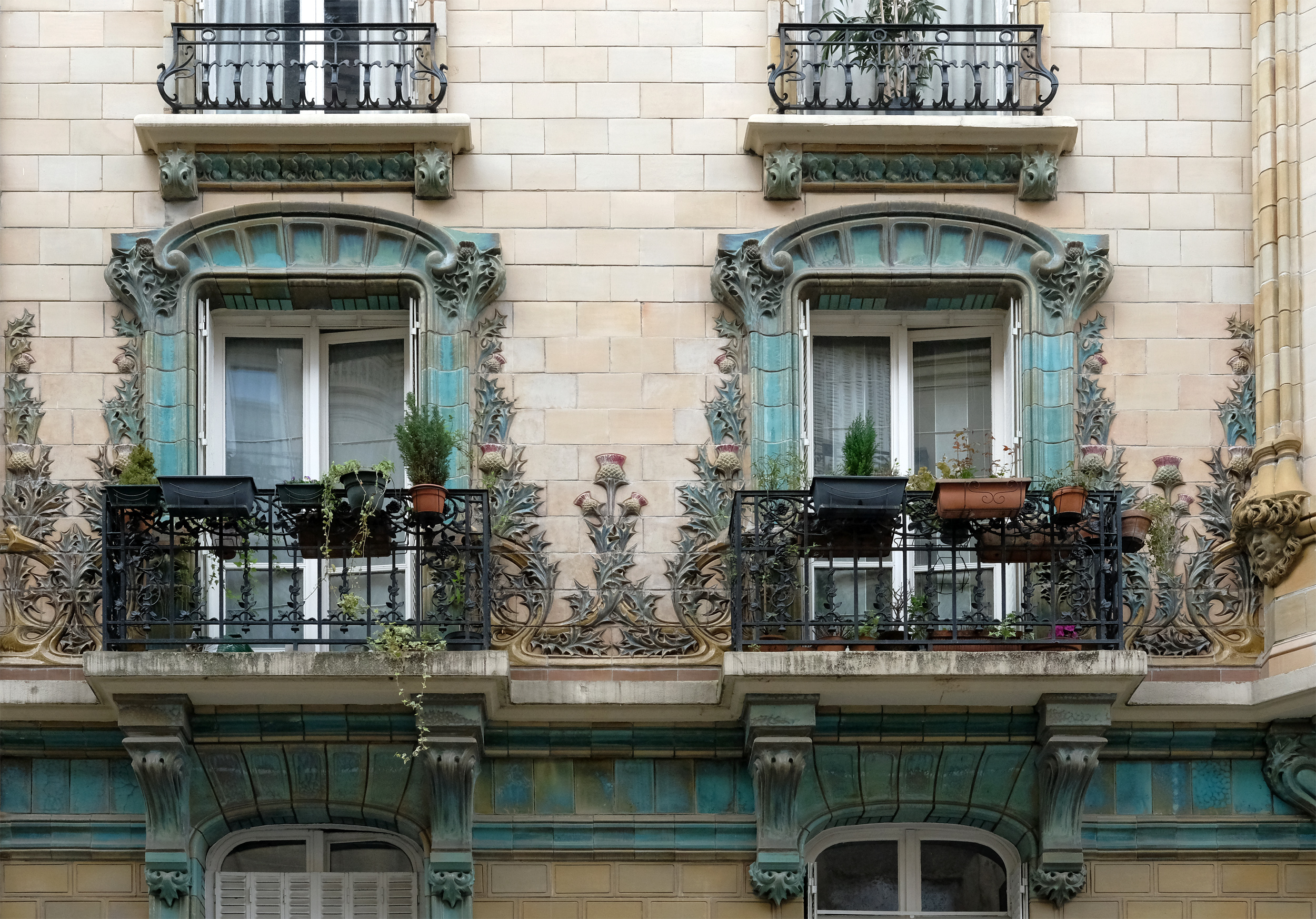
Balkone in der Rue Eugène-Manuel 2 in Paris

## Produktion
Vorlage für das Drehbuch, das von der Regisseurin in enger Zusammenarbeit mit dem Kameramann Patrick Bloissier erarbeitet wurde, war der Bestseller L’Elégance du hérisson von 2008 der französischen Philosophin und Schriftstellerin Muriel Barbery, für den Achache bereits kurz nach Erscheinen die Filmrechte erworben hatte.
Der Film wurde fast vollständig in den Studios Épiney in Épinay-sur-Seine gedreht. Die wenigen Außenaufnahmen fanden in der Rue Eugène-Manuel 2 in Paris statt.
Die Zeichnungen Palomas hat die französische Zeichnerin und Animationsfilmerin Cécile Rousset (* 1979) ausgeführt.

## Veröffentlichung
Obwohl der Film bereits im Jahr 2008 fertiggestellt wurde, erschien er in Frankreich erst im Jahr 2009 und in Deutschland 2010.
Kinostart in Deutschland war der 6. Mai 2010. Innerhalb der Spiegel-Edition „Große Kinomomente“ erschien eine DVD mit umfangreichem Bonusmaterial und einem Kommentar von Mona Achache und Anne-Dominique Toussaint.
Der Film hat 10 Preise gewonnen und wurde für 5 weitere nominiert.

## Kritik
„Subtil-humorvoll erzählt, mit hintergründigen Dialogen und guten Schauspielern, überzeugt das zart-vergnügliche Kinodebüt durch seinen von Toleranz und Mitgefühl geprägten Blick auf einen menschlichen Mikrokosmos.“